# Église Saint-Vigor d'Asnières-en-Bessin
L'église Saint-Vigor est un édifice catholique de fondation romane, qui se dressent sur le territoire de la commune française d'Asnières-en-Bessin, dans le département du Calvados, en région Normandie. L'édifice est classé au titre des monuments historiques.

## Localisation
L'église est située à Asnières-en-Bessin, dans le département français du Calvados.

## Historique
L'église d'Asnières est sous le vocable de saint Vigor, évêque de Bayeux.
La cure qui était à deux portions, avait pour patron, aux environs de 1350, Jean de Breuilly, pour la plus grande, et Guillaume du Fournet, la plus petite, comme l'indique le pouillé du diocèse de Bayeux.
En octobre 1945, l'édifice fut gravement endommagé à la suite de l'explosion d'un dépôt d'explosifs. La tour fut soufflée, elle perdit ses verrières, ses toitures et une partie de sa voûte. L'église ne fut rendue au culte qu'à la fin de 1952, à la suite de sa restauration par Paul Colas, architecte en chef des Monuments historiques et de Paul Leroy, architecte ordinaire des Monuments historiques du Calvados.

## Description
L'édifice présente une nef du XIIe siècle à trois travées séparées par des contreforts, et voit son côté nord percé de trois fenêtres romanes très étroites, et d'une petite porte à cinq voussures, anciennement bouchée, et qui a été rouverte. Au-dessus sous une corniche en dents-de-scie sont conservés vingt modillons. Côté sud, sa travée centrale est percée d'un portail roman, avec une voussure décorée de bâtons brisés, rouvert après 1945. Elle s'éclaire par trois fenêtres romanes restituées, sous linteau monolithe identiques à celles du côté nord. Elle possède également une corniche sous laquelle on retrouve dix-neuf modillons dont certains ont des visages humains ou des représentations animalières. À l'ouest, la nef s'ouvre par un portail roman à deux archivoltes, et dont les claveaux sont décorés, que supportent deux colonnes avec des chapiteaux historiés.
Le chœur roman avec ses trois travées voutées d'ogives et qui se termine par un chevet plat percé de trois baies en lancettes, a été surélevé au XIIIe siècle comme l'atteste à l'extérieur les modillons qui furent laissés en place. Côté sud, un portail muré confine avec la chapelle du transept.
La tour carré arbore à sa base, côté nord et sud, une série d'arcatures aveugles reposant sur des culs-de-lampe, et, l'étage est percé sur ses quatre faces d'une baie centrale en arc brisé à lancettes géminées partiellement murées dans leurs tiers inférieur, avec au-dessus un oculus aveugle, et flanquées de part et d'autre d'arcatures aveugles. Au-dessus de la corniche se dresse la flèche octogonale dotée de lucarnes coiffées de petits clochetons, et dans les angles des clochetons ajourés.
Les bras du transept sont occupés par deux chapelles. Celle du sud, a été réédifiée en 1638 par Louis Le Patouf, sieur de la Cavée, comme l'atteste une pierre déposée et conservée dans une crédence dans la chapelle. Au-dessus de l'autel de cette chapelle a été posée une plaque à la mémoires des victimes de l'explosion du 25 octobre 1945.
À l'intérieur de l'édifice subsiste, notamment sur les murs de la chapelle sud, les traces d'une litre funéraire et dont les armoiries correspondrait à celles d'Augustin de Baudre, seigneur et patron d'Asnières, mort en 1782.

## Protection
L'édifice est classé au titre des monuments historiques par liste de 1840.